# Classic Albums
Classic Albums — британский документальный телесериал посвящённый поп -, рок-и хэви-метал альбомам, считающимися лучшими или наиболее значимыми в дискографии известных музыкальных исполнителей или важными/поворотными для музыкальной индустрии в целом.

## Формат
Сериал был создан компанией Isis Productions и выпускался фирмой Eagle Rock Entertainment. За время своего существования транслировался на различных телеканалах, включая BBC, ITV, Sky Arts, VH1 и VH1 Classic. Также издавался на DVD (отдельными популярными выпусками). По своей структуре шоу схоже с телепередачей «Ultimate Albums» телеканала VH1.
Во время передачи музыканты и продюсеры слушают многодорожечные записи и определённые треки, давая представление о том, как создаётся звучание той или иной композиции. Кроме того, музыканты воспроизводят конкретные песенные фрагменты, которые затем включают в контексте оригинальной записи. Почти все песни рассматриваются акцентируясь исключительно на самой музыке, как она была сочинена/записана. Личные аспекты группы или её участников затрагиваются в редких случаях, но в основном только в контексте альбома. Телевизионные эпизоды длятся 50 минут, но DVD-релизы содержат много дополнительного материала. Все релизы этой серии сделаны при сотрудничестве и полном разрешении участвующих лиц. Продюсерами сериала являются Ник де Грюнвальд и Мартин Р. Смит. В съёмках сериала были задействованы разные режиссёры, но большинство программ были сняты Бобом Смитоном, Мэттью Лонгфелло и Джереми Марре.

## История
Сериал не имеет отношения к радиопередаче, придуманной радиопродюсером Джоном Пиджоном в качестве шоу для Роджера Скотта, когда тот перешёл из Capital Radio на BBC Radio 1 в 1988 году. Первая часовая серия, в 1989 году выпущенная Пидженом и Скоттом была посвящена альбому Brothers in Arms Dire Straits, передачи об альбомах Beggars Banquet (The Rolling Stones), Invisible Touch (Genesis), The Dark Side of the Moon (Pink Floyd), Who's Next (The Who), Rumours (Fleetwood Mac), Pet Sounds (The Beach Boys), Synchronicity (The Police), Hotel California (Eagles) и The Joshua Tree (U2). Пять месяцев спустя Скотт умер от рака, и вторая серия вышла в эфир посмертно. Дальнейшие программы были вёл ведущий Ричард Скиннер.
Первый эпизод «Classic Albums», на самом деле был документальным фильмом «The Making of Sgt. Pepper». Этот документальный фильм был посвящен эпохальному альбому The Beatles и был выпущен в том же формате, как и последующий сериал. Компания Isis Productions и Ник де Грюнвальд совместными усилиями подготовили этот документальный фильм, в итоге он стал шаблоном для всех следующих передач «Classic Albums». В 1992 году сериал транслировался как на телеканале Disney Channel в США, так и на ITV The South Bank Show в Великобритании.

## Список эпизодов
| Год выпуска | Исполнитель — Альбом |
| ----------- | --- |
| 1997        | 1. Paul Simon — Graceland (1986) 2. Grateful Dead — Anthem of the Sun и American Beauty (с. м. «The Making of Anthem to Beauty») (1968/1970) 3. Stevie Wonder — Songs in the Key of Life (1976) 4. The Band — The Band (1969) 5. The Jimi Hendrix Experience — Electric Ladyland (1968) 6. Fleetwood Mac — Rumours (1977) |
| 1999        | 1. U2 — The Joshua Tree (1987) 2. Phil Collins — Face Value (1981) 3. Meat Loaf — Bat Out of Hell (1977) 4. Bob Marley and the Wailers — Catch a Fire (1973) 5. Steely Dan — Aja (1977) 6. The Who — Who's Next (1971) |
| 2001        | 1. Iron Maiden — The Number of the Beast (1982) (с. м. «The Making of The Number of the Beast») 2. Elton John — Goodbye Yellow Brick Road (1973) 3. Metallica — Metallica («The Black Album») (1991) 4. Lou Reed — Transformer (1972) 5. Elvis Presley — Elvis Presley (1956) 6. Judas Priest — British Steel (1980)      |
| 2002        | 1. Sex Pistols — Never Mind the Bollocks (1977) 2. Deep Purple — Machine Head (1972) (с. м. «The Making of Machine Head») 3. Def Leppard — Hysteria (1987) |
| 2003        | 1. Pink Floyd — The Dark Side of the Moon (с. м. «The Making of The Dark Side of the Moon» (1973) |
| 2005        | 1. Simply Red — Stars (1991) 2. Nirvana — Nevermind (с. м. «The Making of Nevermind») (1991) 3. Motörhead — Ace of Spades (1980) 4. Queen — A Night at the Opera (1975) |
| 2006        | 1. Cream — Disraeli Gears (1967) |
| 2007        | 1. Frank Zappa — Apostrophe (')/Over-Nite Sensation (1974/1973) 2. Jay Z — Reasonable Doubt (1996) |
| 2008        | 1. The Doors — The Doors (1967) 2. John Lennon/The Plastic Ono Band — John Lennon/Plastic Ono Band (1970) 3. Duran Duran — Rio (1982) |
| 2010        | 1. Black Sabbath — Paranoid (1970) 2. Tom Petty and the Heartbreakers — Damn the Torpedoes (1979) 3. Rush — 2112 и Moving Pictures (1976/1981) 4. The Beach Boys — Pet Sounds (1966) |
| 2011        | 1. Primal Scream — Screamadelica (1991) |
| 2012        | 1. Peter Gabriel — So (1986) |
| 2013        | 1. The Who — Tommy (1969) |
| 2017        | 1. Don McLean — American Pie (1971) 2. Carly Simon — No Secrets (1972) |
| 2018        | 1. Amy Winehouse — Back to Black (2006) |

## Голландские выпуски
В Нидерландах были выпущены специальные эпизоды посвященные местным исполнителям. На двух телеканалах издавались разные эпизоды: первые в 1997 году на канале NCRV, вторые — в период с 2011 по 2012 год на канале VPRO.
- Focus — Moving Waves[англ.] (1971)
- Будевейн де Гроот[англ.] — Voor de overlevenden[6] (1966)
- Херман Брод — Shpritsz[англ.] (1978)
- De Dijk[англ.] — Niemand in de Stad (1989)
- Cuby + Blizzards — Groeten uit Grollo (1967)
- Shocking Blue — At Home, включая хит-сингл «Venus» (1969)
- Каро Эмеральд — Deleted Scenes from the Cutting Room Floor[англ.] (2010)

Впоследствии они транслировались как часть американского сериала, но никогда не выпускались на DVD.